# جهان تيمور
جهان تيمور كان دمية جلائرية على عرش الإلخانات في أواخر ثلاثينيات القرن الرابع عشر.

## الحياة
كان ابن الأفرنج وحفيد جايخاتو وجلايرد دوندي خاتون. وقد فقدت عائلته الحظوة بعد صعود غازان إلى العرش. أعدم غازان صهره إلجيجيداي في عام 1295 م، وقُتل والده الأفرنج في 30 أيار 1304 في عهد أولجايتو. لا بد أنه كان شخصًا مسنًا عندما رفعه الجلائري حسن بزرك إلى العرش في عام 1339 بالقرب من همدان. واعترف بحكمه من البصرة إلى سامسون.
التقى حسن بوزورج وجهان تيمور خان مع الجوبانيين بقيادة حسن كوجك في معركة يوم 21 حزيران 1340 بالقرب من سهول جاغاتو. هُزم الجلائريون. وبعد ذلك عاد حسن بزرك إلى بغداد وخلع جهان تيمور. في حين أن حسن بزرك قد اعترف بتوغا تيمور كحاكم له مرة أخرى لفترة من الوقت، كان جهان تيمور هو آخر إلخان دمية له، وجاءت سلالة الجلائريين (الإيلخانات) في بغداد لتحكم بنفسها. ولم يتم تسجيل مصير جهان تيمور نفسه.